# Dallas Center
Dallas Center est une ville du comté de Dallas, en Iowa, aux États-Unis. Elle est incorporée le 22 mars 1880. 

## Source de la traduction
- (en) Cet article est partiellement ou en totalité issu de l’article de Wikipédia en anglais intitulé « Dallas Center, Iowa » (voir la liste des auteurs).